# 零部件市场

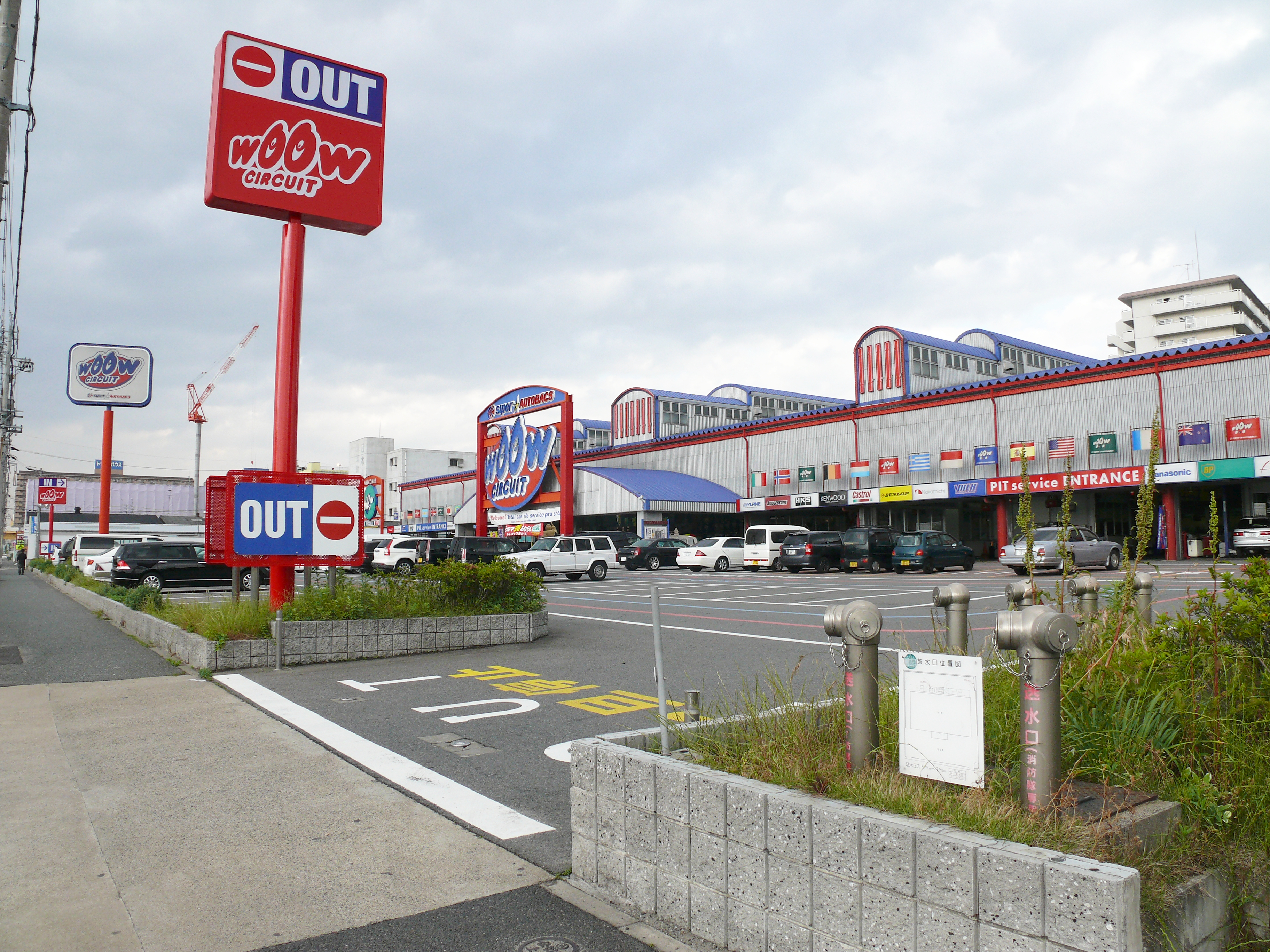
汽車零部件大賣場

零部件市场是指汽车工业的二级市场，涉及的层面包括了汽车零件、化学品、润滑剂、工具、配件和装饰品等的制造、批发、零售和安装。